# Charles Reidpath
Charles Reidpath (n. 20 septembrie 1889, Buffalo, New York, SUA – d. 21 octombrie 1975, Kenmore⁠(d), Comitatul Erie, New York, SUA) a fost un atlet american, medaliat olimpic. A participat la o ediție a Jocurilor Olimpice (1912) în care a câștigat două medalii de aur în probele de 400 m și 4x400 m.

## Palmares
| An   | Competiție        | Locație           | Loc | Eveniment | Note   |
| ---- | ----------------- | ----------------- | --- | --------- | ------ |
| 1912 | Jocurile Olimpice | Stockholm, Suedia | 5   | 200 m     | 22,3   |
| 1912 | Jocurile Olimpice | Stockholm, Suedia | 1   | 400 m     | 48,2   |
| 1912 | Jocurile Olimpice | Stockholm, Suedia | 1   | 4x400 m   | 3:16,6 |